# Montería
Montería a kolumbiai Córdoba megye székhelye.

## Földrajz
A város Kolumbia északi részén, azon belül Córdoba megye középpontjától is északra található egy sík területen, az Atlanti-óceán partjától mintegy 50 km-re délkeletre, a Sinú folyó két partján (nagyobb része a jobb parton). Emellett számos kisebb vízfolyás található a városban és környékén. Az éghajlat forró, trópusi, összesen két évszakkal: az egyik száraz, a másik esős. Az éves átlaghőmérséklet 28 °C, a csúcsok meghaladják a 40 °C-ot is. A levegő relatív páratartalma átlagosan 78%.

## Népesség
Ahogy egész Kolumbiában, a népesség növekedése Monteríában is gyors, ezt szemlélteti az alábbi táblázat:
| Év   | Lakosság |
| ---- | -------- |
| 1993 | 210 297  |
| 2005 | 286 575  |

## Története
A város alapításáról különböző helyeken eltérő információk olvashatók, de a legtöbb dokumentumban Juan de Torrezar Díaz Pimientát nevezik meg mint városalapítót, aki 1777-ben az új települést San Jerónimo de Buenavistának nevezte el, és vannak források, amelyek azt írják, később a várost Antonio de la Torre y Miranda újraalapította, ezúttal már San Jerónimo de Montería néven.
Monteríát 1807-ben villa rangra emelték, 1840-ben körzeti székhely lett, 1923-ban pedig létrejött Montería község. A térség gyors fejlődése az 1950-es évek elejétől, Córdoba megye létrejöttétől indult el.
Az 1970-es évekre a várost ellepték a fecskék, a belvárosban kifeszített vezetékeken ezrével ültek, ürülékükkel pedig egy idő után egyre több kellemetlenséget, sőt, közegészségügyi kockázatot kezdtek jelenteni. Be kellett vezetni egy új munkakört: az ebben dolgozó emberek feladata az volt, hogy elkergessék a madarakat. Nem tudni, hogy ennek köszönhetően, vagy esetleg a rendelkezésükre álló táplálék mennyiségének lecsökkenése miatt, de bizonyos, hogy az 1970-es évek végére a fecskeinvázió megszűnt Monteríában.

## Gazdaság
A Sinú termékeny völgyében fekvő város életében mindig is fontos szerepet játszott az állattartás és a mezőgazdasághoz kapcsolódó ipar. A fő tenyésztett állatfaj a szarvasmarha, azon belül a leggyakoribb fajták a zebu, a svájci barna, a Holstein és a helyi fajta, a romosinuano. Újabban egyre elterjedtebbek a kettős (tej és hús) hasznosítású állatok. Monteríát az ország szarvasmarhatenyésztési fővárosának is nevezik, az itteni állatok pedig számos világversenyen is jól szerepelnek. Jelentős még a folyami horgászat is. A város környékén a legfontosabb termesztett növények a kukorica, a gyapot, a cirok, a rizs, a manióka, a banán és a jamsz.

## Turizmus, látnivalók
A város a belföldi turisták körében kevéssé ismert, fekvése a külföldről érkezőknek kedvez. Egyik fő nevezetessége a Ronda del Sinú nevű folyóparti ökológiai sétány, ahol parkosított környezetben tekinthetők meg különféle növények és állatok (majmok, lajhárok és leguánok is), és ahol több vendéglátóegység is működik. A folyón lehetőség van planchónnak nevezett kisebb turistahajókon is utazni: ezek mára szinte a város jelképévé váltak. A város Pasaje del Sol nevű részében különféle zenés szórakozóhelyek, éttermek és kocsmák várják a látogatókat.

## Képek

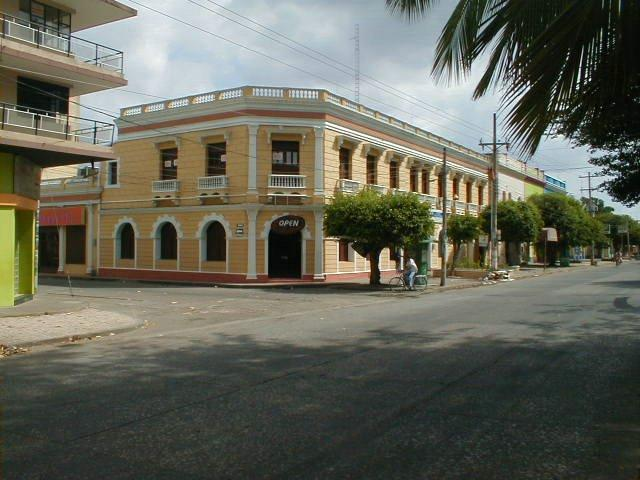
Régi épület a városban
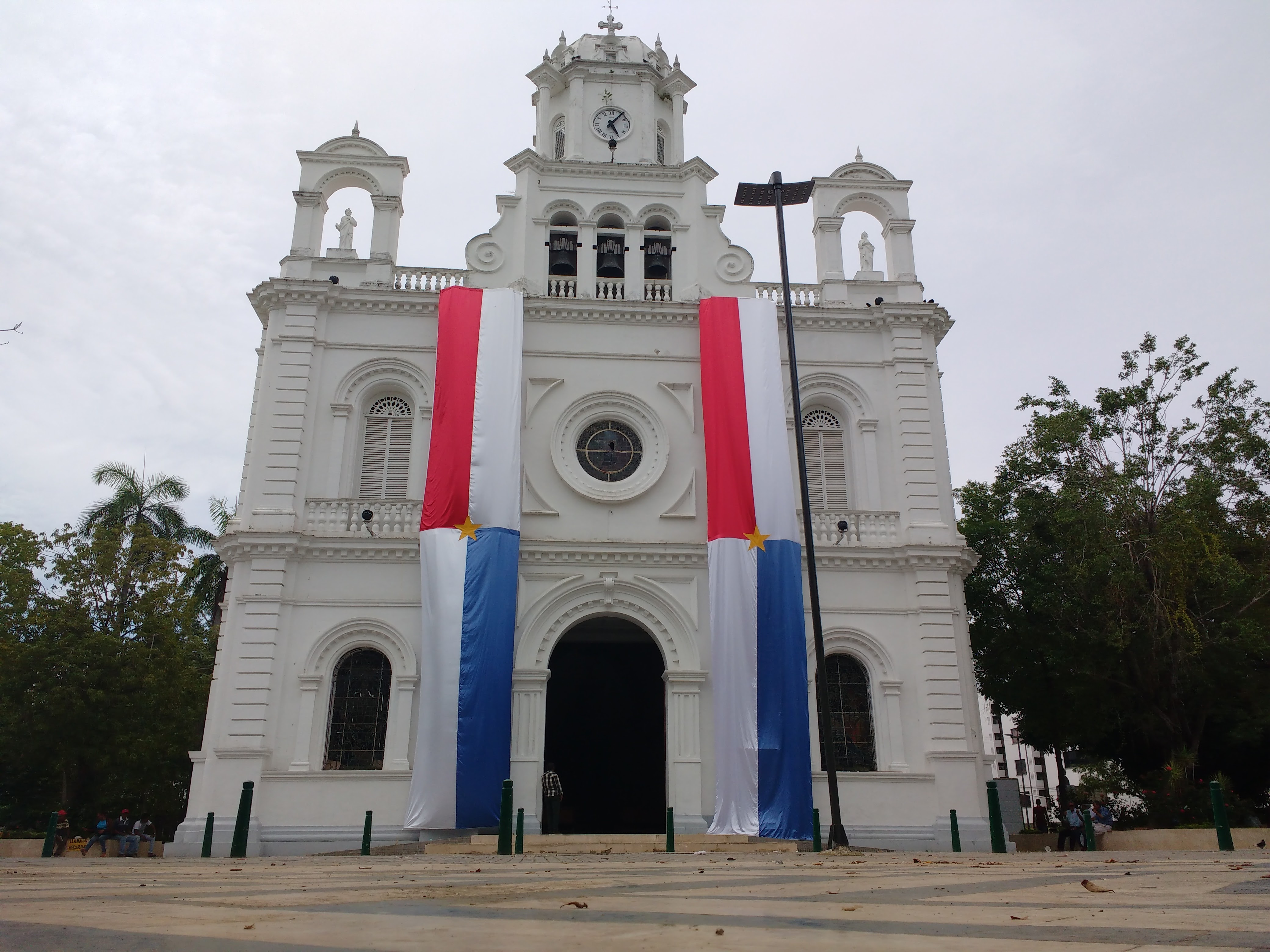
A székesegyház
A város térképe
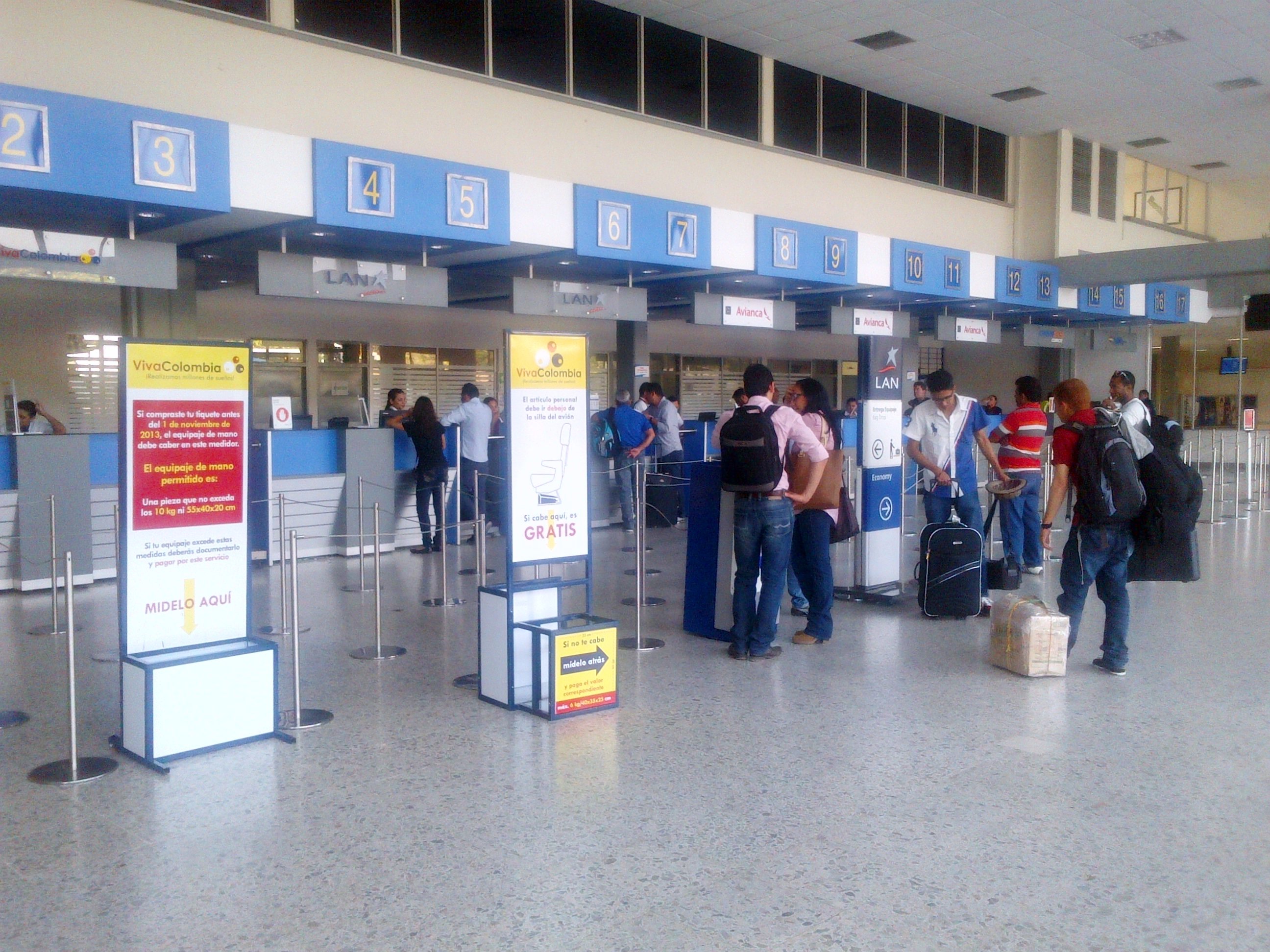
A Los Garzones repülőtér